# Winona Oak
Winona Oak, właśc. Johanna Ewana Ekmark (ur. 8 października 1994 w Sollerön) – szwedzka piosenkarka i autorka tekstów piosenek. Jest głównie znana ze współpracy z zespołem What So Not oraz duetem The Chainsmokers przy singlach „Beautiful” oraz „Hope”.

## Życiorys
Oak urodziła się na szwedzkiej wyspie Sollerön, znajdującej się na jeziorze Siljan. Ukończyła naukę w gimnazjum w Morze w 2013 roku, później przeprowadziła się do Sztokholmu. Aktualnie mieszka wraz z partnerem Julianem Gillstromem w Los Angeles.

### Kariera

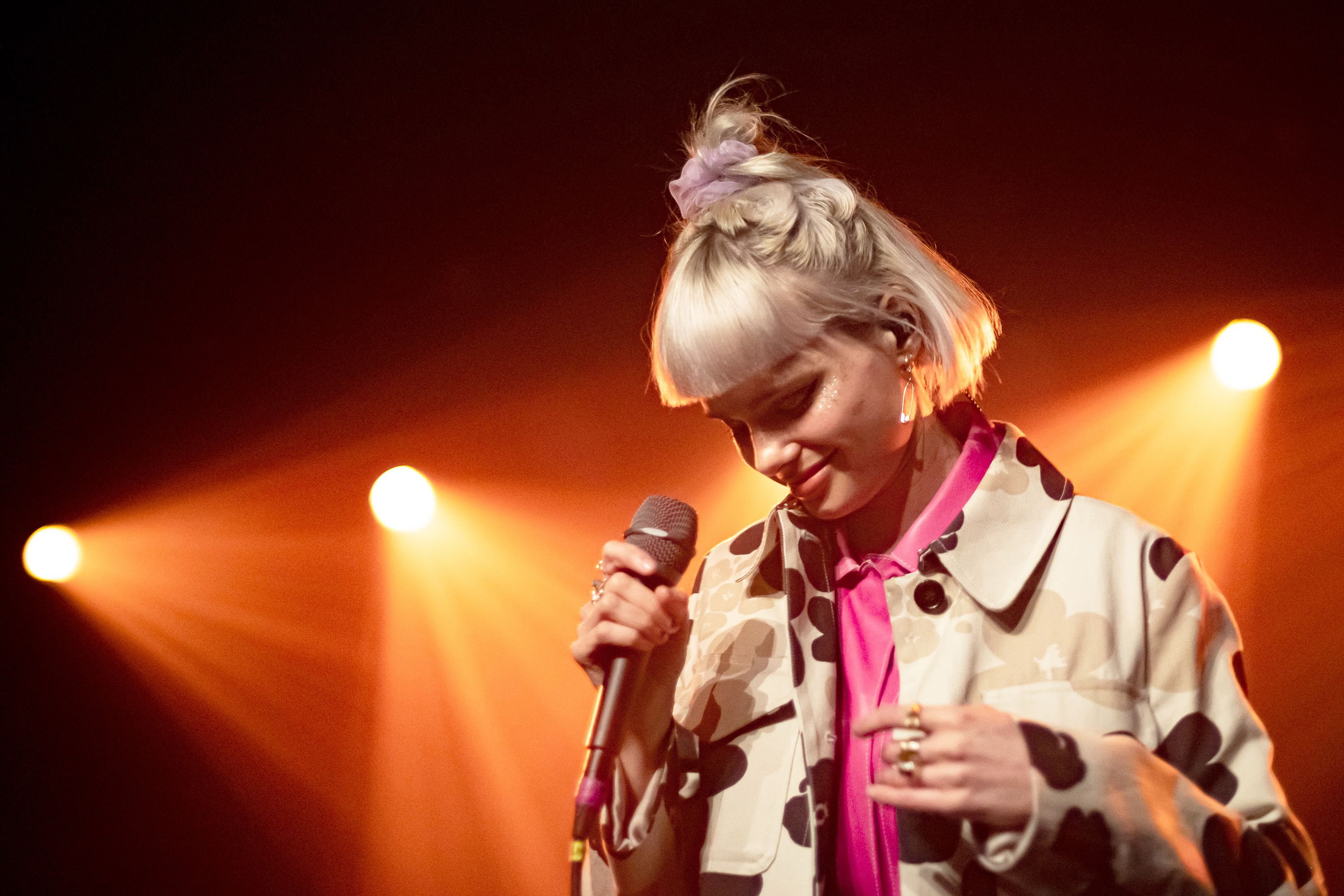
Winona Oak podczas występu w Maroccan Lounge (luty 2020)

W lutym 2018 roku piosenkarka kolaborowała z australijskim zespołem What So Not przy singlu „Beautiful”, który później został nagrodzony w lipcu 2019 przez AIR Independent Music Awards za najlepszy singel taneczny, elektroniczny i klubowy.
W październiku 2018 roku Oak podpisała kontrakt z wytwórnią Neon Gold oraz Atlantic Records.
Ekmark wystąpiła gościnnie na drugim albumie studyjnym amerykańskiego duetu The Chainsmokers, Sick Boy (wydanego w listopadzie 2018 roku), w piosence „Hope”. W teledysku do piosenki Winona Oak wystąpiła w „jasnobrązowym prochowcu i czerwonej flanelowej koszuli”.
10 listopada 2018 roku opublikowała teledysk do swojego coveru piosenki „Don't Save Me” amerykańskiego zespołu Haim, poprzez dwie wytwórnie, Neon Gold oraz Atlantic Records.
25 kwietnia 2019 roku opublikowała w serwisach streamingowych swój singel „He Don't Love Me”, który w lipcu 2019 roku zremiksował litewski DJ Gaullin. Remix ten znalazł się na polskiej liście notowań AirPlay – Top kilkukrotnie, najwyżej na 45. pozycji.
29 maja 2020 roku wydała nowy singel „Oxygen” przy współpracy z niemieckim DJ-em Robinem Schulzem, w dwa tygodnie od premiery singel zadebiutował na 81. miejscu szwajcarskiej listy notowań radiowych Hitparade.ch. W kolejnych miesiącach dostał się do list: czeskiej oraz słowackiej.
W październiku 2020 roku opublikowała także utwór „She” (styl. „SHE”), który promuje minialbum pod tym samym tytułem. Znalazły się w nim również utwory „With Myself”, „Piano In The Sky” oraz „The Light”.

## Dyskografia

### Minialbumy
| Rok  | Dane dot. albumu |
| ---- | --- |
| 2020 | Closure - Wydany: 10 stycznia 2020 - Wydawnictwo: Neon Gold, Atlantic Records - Format: digital download, media strumieniowe |
| 2020 | She - Wydany: 23 października 2020 - Wydawnictwo: Neon Gold, Atlantic Records - Format: digital download, media strumieniowe |

### Single
Jako główny artysta
| Rok                                                     | Tytuł                                      | Najwyższe pozycje na listach | Najwyższe pozycje na listach | Najwyższe pozycje na listach | Album   |
| Rok                                                     | Tytuł                                      | CZE                          | SVK                          | SWI                          | Album   |
| ------------------------------------------------------- | ------------------------------------------ | ---------------------------- | ---------------------------- | ---------------------------- | ------- |
| 2018                                                    | „Don't Save Me”                            | –                            | –                            | –                            | –       |
| 2019                                                    | „He Don't Love Me”                         | –                            | –                            | –                            | Closure |
| 2019                                                    | „Break My Broken Heart”                    | –                            | –                            | –                            | Closure |
| 2019                                                    | „Let Me Know”                              | –                            | –                            | –                            | Closure |
| 2020                                                    | „Oxygen” (oraz Robin Schulz)               | 7                            | 33                           | 81                           | –       |
| 2020                                                    | „Thinking About You” (oraz R3hab)          | –                            | –                            | –                            | –       |
| 2021                                                    | „Winter Rain”                              | –                            | –                            | –                            | –       |
| 2021                                                    | „Nobody Loves Me” (gościnnie: Elio)        | –                            | –                            | –                            | –       |
| 2021                                                    | „Lonely Hearts Club” (oraz Leebada)        | –                            | –                            | –                            | –       |
| 2021                                                    | „Old Insecurities”                         | –                            | –                            | –                            | –       |
| 2021                                                    | „World We Used to Know” (oraz Alan Walker) | –                            | –                            | –                            | –       |
| „–” oznacza, że singel nie był notowany na danej liście |                                            |                              |                              |                              |         |

Jako artysta gościnny
| Rok                                                     | Tytuł                                            | Najwyższe pozycje na listach | Najwyższe pozycje na listach | Najwyższe pozycje na listach | Najwyższe pozycje na listach | Najwyższe pozycje na listach | Najwyższe pozycje na listach | Najwyższe pozycje na listach | Najwyższe pozycje na listach | Najwyższe pozycje na listach | Certyfikat                           | Album                        |
| Rok                                                     | Tytuł                                            | AUS                          | AUT                          | BEL (Wa)                     | NLD                          | NOR                          | NZ                           | POR                          | SWI                          | SWE                          | Certyfikat                           | Album                        |
| ------------------------------------------------------- | ------------------------------------------------ | ---------------------------- | ---------------------------- | ---------------------------- | ---------------------------- | ---------------------------- | ---------------------------- | ---------------------------- | ---------------------------- | ---------------------------- | ------------------------------------ | ---------------------------- |
| 2018                                                    | „Beautiful” (What So Not, gościnnie: Winona Oak) | –                            | –                            | –                            | –                            | –                            | –                            | –                            | –                            | –                            | brak                                 | Not All the Beautiful Things |
| 2018                                                    | „Hope” (The Chainsmokers gościnnie: Winona Oak)  | 36                           | 56                           | 80                           | 70                           | 40                           | 27                           | 48                           | 71                           | 63                           | - AUS: złota płyta - US: złota płyta | Sick Boy - POL: złota płyta  |
| „–” oznacza, że singel nie był notowany na danej liście |                                                  |                              |                              |                              |                              |                              |                              |                              |                              |                              |                                      |                              |

### Inne notowane utwory
| Rok                                                     | Tytuł                              | Najwyższe pozycje na listach | Najwyższe pozycje na listach | Najwyższe pozycje na listach | Certyfikat             | Album                          |
| Rok                                                     | Tytuł                              | POL (airplay)                | POL (airplay TV)             | POL (Największe skoki)       | Certyfikat             | Album                          |
| ------------------------------------------------------- | ---------------------------------- | ---------------------------- | ---------------------------- | ---------------------------- | ---------------------- | ------------------------------ |
| 2019                                                    | „He Don't Love Me” (Gaullin Remix) | 45                           | 2                            | 2                            | - POL: platynowa płyta | He Don't Love Me (The Remixes) |
| „–” oznacza, że singel nie był notowany na danej liście |                                    |                              |                              |                              |                        |                                |